# Координатор действий правительства на территориях
Координатор действий правительства на территориях (ивр. מתאם פעולות הממשלה בשטחים‎) — подразделение Министерства обороны Израиля, ответственное за реализацию государственной политики на территориях Иудеи и Самарии.
Также координатором правительственных операций на территориях часто называют командира этого подразделения.
Координатор правительственных операций является также гражданским органом по координации планирования и инфраструктуры в районах поселений, а также гражданским координационным органом по вопросам безопасности с Палестинской администрацией, а также между международными организациями и правозащитными организациями, действующими в Иудее и Самарии. Штаб подразделения находится в Кирие, штаб Гражданской администрации — в дивизии Иудеи и Самарии, а также у подразделения есть школа координации и связи в лагере Гидоним. У подразделения 8 отделений координации и связи в районе Иудеи и Самарии и еще один в секторе Газа. Командиром подразделения является координатор правительственных операций на территориях, офицер в звании генерал-майор («алуф»).
Нынешний координатор с 6 апреля 2021 года — алуф Гассан Алиан.

## История
Сразу после Шестидневной войны на территориях была введена израильская военная администрация, на которую были возложены как аспекты безопасности, так и обращение с гражданским населением. Йехуда Ницан был назначен «координатором по гражданским делам на занятых территориях», эту временную должность он исполнял на резервной службе в течение несколько месяцев. 10 сентября 1967 года полковник Дан Хирам был назначен «координатором по гражданским делам» до сентября 1968 года. Одновременно Шломо Газит был назначен в августе 1967 года председателем координационного комитета по вопросам занятых территорий, а в конце 1967 года он также был назначен в центр комиссии исполнительного директора по гражданским вопросам на занятых территориях , а в декабре 1967 года он был назначен начальником Управления военного присутствия и пространственной безопасности Генерального штаба. В июле 1968 года он одним из первых получил звание бригадного генерала, а в январе 1973 года — генерал-майора.
В начале 1970-х годов было создано подразделение по координации действий правительства на территориях, которое тогда называлось «Отделом пространственной безопасности и расселения». Подразделение было создано с целью осуществления Четвертой Женевской конвенции.
После мирного соглашения с Египтом в 1979 году, в котором было принято решение отделить гражданскую деятельность от деятельности по обеспечению безопасности, в 1981 году была создана Гражданская администрация, входившая в состав израильской военной администрации на территориях. Таким образом, охранная деятельность остается в руках военного управления, которое подчиняется командующему генералу. Гражданские полномочия возлагались на Гражданскую администрацию, которая подчинялась Министерству координации правительственных операций на территориях, подчиненному Министерству обороны. Глава гражданской администрации получил полномочия в различных гражданских областях, и под его началом были назначены гражданские штабные офицеры, связанные с различными правительственными министерствами в Израиле.
Управление координации и связи подразделения располагалось в Рамалле и Газе. После передачи полномочий палестинцам в Каирском соглашении характер деятельности подразделения изменился, и с тех пор его деятельность стала координацией и связью между палестинской стороной и израильской стороной, и подразделение вышло из территорий, переданные палестинцам.
Начиная с декабря 2010 года, подразделение обучает всех офицеров по гуманитарным вопросам в Армии обороны Израиля.

## Структура подразделения
- Канцелярия координатора правительственных операций на территориях — возглавляется офицером в звании «алуф», подчиненный напрямую министру обороны.
- Канцелярия заместителя координатора — возглавляется офицером в звании бригадного генерала.
- Гражданская администрация в регионе Иудея и Самария — управление координации и связи в городах Дженин, Наблус, Рамалла, Иерусалим, Вифлеем, Хеврон, Иерихон, а также Управление координации и связи «Эфраим», которое отвечает за города Калькилия и Тулькарем. Администрацию возглавляет офицер в звании бригадного генерала. С февраля 2021 года эту должность занимает бригадный генерал Фарес Атила.
- Управление координации и связи в секторе Газа — расположено на северной границе Сектора Газа, недалеко от контрольно-пропускного пункта «Эрез» и возглавляется офицером в звании полковника . С августа 2021 года эту должность занимает полковник Моше Тетро[5].
- Оперативный отдел
  - Отделение информационно-компьютерных технологий — отвечает за все вычислительные сети, оборудование и инструменты в подразделении.
  - Отделение координации безопасности — отвечает за координацию аспектов безопасности с палестинскими механизмами безопасности.
  - Отдел по работе с обращениями граждан — отвечает за запросы израильских организаций и ассоциаций, депутатов Кнессета и юристов относительно въезда и выезда палестинцев на территорию Государства Израиль и выезда за границу.
- Гражданский отдел — отвечает за гражданские аспекты в Иудее, Самарии и секторе Газа.
  - Отдел экономики — координация хозяйственных связей.
  - Отдел инфраструктуры — координация операций с инфраструктурой — вода, канализация, электричество, связь, строительство и т. д., а также решение водного кризиса в секторе Газа.
  - Отдел внешних сношений и международных организаций — координация деятельности международных организаций
- Отдел консультаций по палестинским делам — выявление и анализ основных изменений и тенденций среди палестинского населения в Иудее, Самарии и Газе. Также проводится анализ палестинских движений в политико-политической и социально-экономической сфере. Кроме того, выявление тенденций в палестинских СМИ и создание актуальной картины ситуации.
- Отдел пресс-секретаря и защиты интересов — вопросы коммуникации и публикации в прессе, цифровые платформы на арабском языке, на которых подразделение публикует информацию и услуги для палестинского населения.
- Школа координации и связи — обучение солдат в подразделении, а также обучение разговорному арабскому языку солдат и офицеров в этом подразделении и других подразделениях АОИ.

## Командиры подразделения
| #  | Имя                  | Срок полномочий | Примечания                                                       |
| -- | -------------------- | --------------- | ---------------------------------------------------------------- |
| 1  | Дан Хирам            | 1967 — 1968     | гражданские дела                                                 |
| 2  | Шломо Газит          | 1967 — 1974     | В дальнейшем глава Управления военной разведки                   |
| 3  | Рафаэль Варди        | 1974 — 1976     | В дальнейшем глава Управления кадров Генштаба                    |
| 4  | Авраам Орли          | 1976 — 1979     |                                                                  |
| 5  | Дани Мат             | 1979 — 1982     | В дальнейшем глава Комиссия по заявлениям военнослужащих         |
| 6  | Рехавия Варди        | 1982 — 1983     |                                                                  |
| 7  | Биньямин Бен-Элиэзер | 1983 — 1984     | В дальнейшем депутат Кнессета и министр в правительствах Израиля |
| 8  | Шмуэль Горен         | 1984 — 1991     |                                                                  |
| 9  | Дани Ротшильд        | 1991 — 1995     |                                                                  |
| 10 | Орен Шахор           | 1995 — 1997     |                                                                  |
| 11 | Яаков Ор             | 1997 — 2001     |                                                                  |
| 12 | Амос Гилад           | 2001 — 2003     |                                                                  |
| 13 | Юсеф Мишлеб          | 2003 — 2008     | Первый нееврей на посту                                          |
| 14 | Амос Гилад           | 2008 — 2009     |                                                                  |
| 15 | Эйтан Дангот         | 2009 — 2014     |                                                                  |
| 16 | Йоав Мордехай        | 2014 — 2018     |                                                                  |
| 17 | Камиль Абу Рукун     | 2018 — 2021     |                                                                  |
| 18 | Гассан Алиан         | 2021 — н.в.     |                                                                  |